# Чєрна Вода (притока Малого Дунаю)
Чєрна вода (словац. Čierna voda) — річка в Словаччині, права притока Малого Дунаю, протікає в округах Пезінок, Ґаланта і Сенець.
Довжина — 113 км; площа водозбору 2709 км².
Бере початок в масиві Малі Карпати.
Впадає у Малий Дунай біля села Томашіково на висоті 150 метрів.